# آهنربا

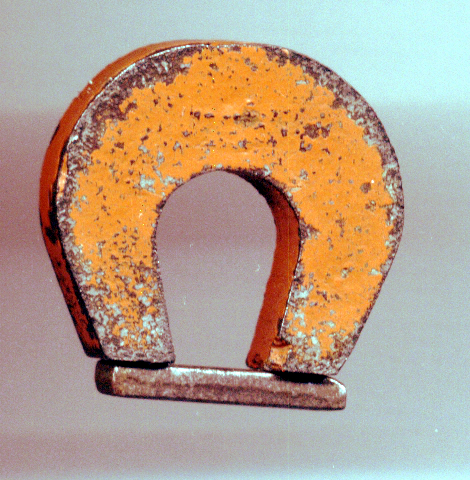
آهنربای نعلی‌شکل «آلنیکو»

خطوط میدان مغناطیسی آهنربا برقی، که شبیه آهنربا میله ای است که در زیر با براده‌های آهن نشان داده شده‌است.

آهنربا جسمی است که میدان مغناطیسی ایجاد می‌کند و برخی فلزات مانند آهن و نیکل را به خود جذب می‌کند. هر آهنربا دو ناحیهٔ متمایز به نام «قطب» دارد که در آن‌ها شدت میدان مغناطیسی آهنربا بیشتر از سایر نقاط آن است. یکی از قطب‌ها را «قطب شمال» (یا «قطب شمال‌یاب») و دیگری را «قطب جنوب» (یا «قطب جنوب‌یاب») می‌نامند. دو قطب هم‌نام یکدیگر را «دفع» و دو قطب ناهم‌نام یکدیگر را «جذب» می‌کنند. آهنرباها به دو دستهٔ اصلی تقسیم می‌شوند: «آهنرباهای الکتریکی» که برای ایجاد میدان مغناطیسی به جریان الکتریکی خارجی نیاز دارند و «آهنرباهای دائمی» که برای ایجاد میدان مغناطیسی به توان خارجی نیاز ندارند. منظور از آهنربا در اینجا آهنربای دائمی است. برای ساختن آهنربای دائمی، برخی مواد مانند آهن، نیکل و کبالت را در معرض میدان‌های مغناطیسی قرار می‌دهند تا خاصیت مغناطیسی پیدا کنند. آهنرباهای دائمی دو ویژگی دارند که در کاربردهای آن‌ها نقشی اساسی دارند:
- پسماند: وقتی که ماده‌ای در یک میدان مغناطیسی خارجی قرار می‌گیرد تا به آهنربا تبدیل شود، پس از حذف میدان خارجی، مقداری از مغناطش خود را حفظ می‌کند. به این مغناطش باقیمانده در ماده، «پسماند» یا «پسماند مغناطیسی» گفته می‌شود. هرچه پسماند بزرگتر باشد آهنربا قوی‌تر است.
- وادارندگی: برای از بین بردن خاصیت مغناطیسی یک آهنربا، باید آن را در معرض میدانی مغناطیسی با جهت مخالف قرار داد. میدان مغناطیسی لازم برای این کار را «وادارندگی» می‌نامند. هرچه وادارندگی بزرگتر باشد آهنربا دائمی‌تر است.

آهنرباهای دائمی در دنیای امروز کاربردهای وسیعی در موتورهای الکتریکی، ژنراتورهای برق، بلندگوها، میکروفون‌ها، حافظه‌های ذخیرهٔ اطلاعات و … دارند. بازار جهانی آهنرباهای دائمی در سال ۲۰۱۹ برابر ۱۹٫۲۲ میلیارد دلار ارزیابی شده و پیش‌بینی می‌شود این رقم در سال ۲۰۲۷ به ۳۲٫۸۶ میلیارد دلار برسد. لوازم مصرفی و الکترونیک با ۲۶٪ بزرگترین سهم این بازار را به خود اختصاص داده‌است. بخش خودروسازی و انرژی دیگر بازارهای مهم و رو به رشد آهنرباهای دائمی هستند.

## تاریخچه
انسان از قرن‌ها پیش از میلاد مسیح آهنربای طبیعی را می‌شناخته‌است. آهنربای طبیعی یکی از اکسیدهای آهن (Fe3O4) به نام مگنتیت (Magnetite) است که در برخی معدن‌های آهن یافت می‌شود. در دوران باستان این کانی در منطقه‌ای به نام «مگنزیا» (Magnesia) استخراج می‌شده و کلمهٔ مگنت به معنی آهنربا از نام همین منطقه گرفته شده‌است. در بعضی منابع آمده که مگنزیا منطقه‌ای در استان تسالی در یونان است و در در بعضی دیگر آن را واقع در آسیای صغیر در استان مانیسا در ترکیهٔ کنونی دانسته‌اند. یونانیان دست کم از ۶۰۰ سال پیش از میلاد مسیح که تالس ملطی در نوشته‌هایش به این کانی اشاره کرده آن را می‌شناخته‌اند. نخستین کاربرد آهنربا استفاده از آن در قطب‌نما بود. چینی‌ها از حدود قرن دهم و اروپاییان از حدود قرن دوازدهم میلادی از قطب‌نما استفاده می‌کرده‌اند. این کانی را بعدها «سنگ لودستون» (Lodestone) نامیدند که به معنای «سنگ راهنما» است و اشاره به استفاده از آن در قطب‌نما برای جهت‌یابی دارد. در آن دوران انسان هیچ دانشی از طرز کار قطب‌نما و خواص مغناطیسی آهنربا نداشت و این مقوله کاملاً با خرافات آمیخته بود. نخستین تلاش‌ها برای تشخیص خرافات از واقعیت، توسط شخصی به نام «پیتر پِرِگرینوس» (Peter Peregrinus) در قرون وسطی در ایتالیا انجام گرفت. پرگرینوس در خدمت ارتش پادشاه سیسیل بود و ظاهراً در آن جا یک مهندس نظامی بود. او در تحقیقات خود بر روی آهنربا برای نخستین بار از روش مشاهده و آزمایش استفاده کرد. پرگرینوس اولین کسی بود که وجود دو قطب متمایز را در آهنربا کشف کرد و برای اشاره به آن‌ها واژهٔ «قطب» (polus) را ابداع کرد. وی با استفاده از قطعه‌های شناور سنگ لودستون آزمایش‌هایی ساده ترتیب داد و مشاهده کرد که قطعهٔ باریکی از این سنگ همیشه در جهت خاصی قرار می‌گیرد و دو قطب همنام یکدیگر را دفع و دو قطب ناهمنام یکدیگر را جذب می‌کنند و نیز این که با مالیدن آهن به کانی لودستون، خود آهن نیز به آهنربا تبدیل می‌شود. وی تمام آنچه تا آن زمان دربارهٔ آهنربا شناخته شده بود را به همراه نتیجهٔ تحقیقات مهم‌اش در رساله‌ای گردآوری و در ۱۲۶۹ منتشر کرد.

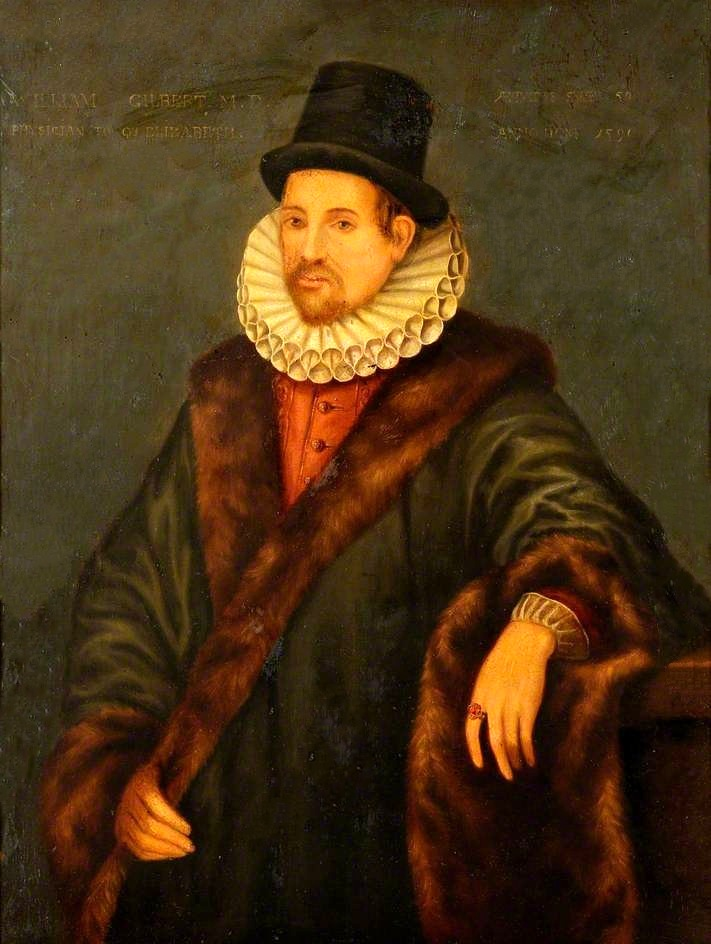
ویلیام گیلبرت

 در طول سه قرن بعد استفاده از قطب‌نما همچنان ادامه داشت اما پیشرفت علمی خاصی به دست نیامد. گام مهم بعدی را در این زمینه پزشک و فیزیک‌دان انگلیسی ویلیام گیلبرت (۱۵۴۴–۱۶۰۳) برداشت. او نخستین کسی بود که به بررسی علمی آهنربا و مغناطیس پرداخت و باورهای خرافی پیرامون آن را زدود. گیلبرت در سال ۱۶۰۰ میلادی کتاب معروف خود با عنوان «دربارهٔ آهنربا، اجسام آهنربایی و زمین به مثابه آهنربای بزرگ» (De magnete, magneticisque Corporibus, et de magno magnete tellure) را به زبان لاتین منتشر کرد و در آن به بیان نتایج تحقیقات خود پرداخت. او ویژگی‌های نیروهای جاذبهٔ الکتریکی و مغناطیسی را بررسی کرد و تفاوت الکتریسیته و مغناطیس را مشخص کرد. وی کشف کرد که با نصف کردن یک آهنربا مجدداً دو قطب تازه تشکیل می‌شود. اما مهمترین کشف او این بود که زمین خود یک آهنربای بزرگ است. با این کشف معلوم شد چرا سوزن قطب‌نما همیشه در جهت خاصی قرار می‌گیرد یا چرا هنگامی که به صورت معلق قرار گیرد، یک سر آن به سمت زمین متمایل می‌شود. تا زمان گیلبرت قوی‌ترین آهنربا همان کانی لودستون بود. گیلبرت متوجه شد که با قرار دادن قطعه‌های آهن نرم روی لودستون، می‌توان قدرت آهنربایی این سنگ را افزایش داد. او کلاهک‌هایی آهنی را به دو سر قطعه‌های لودستون نصب کرد و به گفتهٔ خودش «آهنربای مسلح» را ساخت که در زمان خود قوی‌ترین آهنربای موجود بود. گیلبرت در کتابش سه روش شناخته شدهٔ آن زمان برای تبدیل فولاد به آهنربا را شرح داد:
1. مالیدن فولاد به سنگ لودستون.
2. گداختن یک میلهٔ فولادی و چکش‌کاری آن در حالی که در امتداد شمال-جنوب (جهت میدان مغناطیسی زمین) قرار دارد.
3. قرار دادن یک قطعه فولاد گداخته (سرخ شده) در جهت میدان مغناطیسی زمین و رها کردن آن تا زمانی که سرد شود.

او همچنین متوجه شد که میله‌های فولادی‌ای که برای زمان‌های طولانی مثل بیست یا سی سال در امتداد میدان مغناطیسی زمین قرار می‌گیرند، مثل میله‌های پنجره‌ها، بدون نیاز به گداختن، به آهنربا تبدیل می‌شوند. تا حدود دو قرن بعد، روش‌های اصلی ساخت آهنربا همین‌ها بود.
با دانش و فناوری آن دوران، گیلبرت نمی‌توانست فراتر از آن حد برود؛ ولی راه را برای دانشمندان آینده باز کرد. در طی دو قرن بعد پژوهش‌های بیشتری روی الکتریسیته و مغناطیس انجام شد و پیشرفت‌های بیشتری به دست آمد. در قرن هجدهم میلادی، فیزیک‌دان فرانسوی کولن برهم‌کنش بین دو آهنربای باریک و دراز را بررسی کرد و با استفاده از ترازوی پیچشی، نیروهای دافعه و جاذبهٔ بین قطب‌های همنام و ناهمنام را به صورت کمی اندازه‌گیری کرد. او هر قطب آهنربا را با یک «مقدار مغناطیسی» یا «قطب مغناطیسی» مشخص کرد و مشاهده کرد که نیروی بین آن‌ها با حاصل ضرب مقدارهای مغناطیسی نسبت مستقیم و با مجذور فاصلهٔ آن‌ها از یکدیگر نسبت عکس دارد. این رابطه شبیه رابطهٔ نیروی الکتروستاتیکی بین بارهای الکتریکی است. اما کولن متوجه شد که بر خلاف بارهای الکتریکی، قطب‌های مغناطیسی را نمی‌توان از هم جدا کرد و علاوه بر آن دو قطب یک آهنربا همیشه مقدار مغناطیسی برابری دارند. با این مشاهده، کولن فرض کرد که دو قطب مغناطیسی در ذرهٔ بنیادی سازندهٔ آهنربا از هم تفکیک ناپذیرند. به عبارت دیگر او پذیرفت که هر ذرهٔ کوچک این جسم (اتم، مولکول یا گروه کوچکی از اتم‌ها یا مولکول‌ها) آهنربای کوچکی با دو قطب در دو انتها است. این قدمی مهم در توسعهٔ نظریهٔ مواد مغناطیسی در آینده بود. در قرن نوزدهم مطالعات بیشتری روی رابطهٔ الکتریسیته و مغناطیس انجام شد. اما گام‌های اساسی را در این دوران مایکل فارادی برداشت. او با استفاده از نتایج کارهای دانشمندانی مانند آمپر و اورستد، به مطالعه و آزمایش در زمینهٔ الکتریسیته و مغناطیس پرداخت. فارادی در ۱۸۲۱ کشف کرد که الکتریسیته می‌تواند باعث حرکت فیزیکی آهنربا شود. این پدیده اساس کار موتورهای الکتریکی است. وی در ۱۸۳۱ میلادی نیز کشف کرد که حرکت فیزیکی آهنرباها می‌تواند جریان الکتریسیته تولید کند که این پدیده نیز اساس کار ژنراتورهای برق است. فارادی مطالعات بیشتری روی آهنربا و مغناطیس انجام داد و در ۱۸۴۵ مواد را به دو دسته تقسیم کرد: مواد «پارامغناطیس» که به صورت طبیعی خواص مغناطیسی دارند و جذب میدان مغناطیسی می‌شوند؛ و مواد «دیامغناطیس» که میدان مغناطیسی نمی‌تواند در آن‌ها نفوذ کند و توسط هر دو قطب آهنربا دفع می‌شوند. تا اواخر قرن نوزدهم تمام عنصرهای شناخته شدهٔ آن دوران و بسیاری از ترکیب‌های آن‌ها مورد آزمایش قرار گرفتند و معلوم شد که اکثر آن‌ها دیامغناطیس هستند؛ و فقط سه عنصر آهن، نیکل و کبالت و بعضی ترکیب‌های آن‌ها «فرومغناطیس» هستند. یعنی پس از دور کردن میدان مغناطیسی از آن‌ها، همچنان خاصیت مغناطیسی خود را حفظ می‌کنند و به آهنربای دائمی تبدیل می‌شوند.
تا آن زمان دستاوردهایی در زمینهٔ ساخت و تولید آهنرباها به دست آمده بود. در دههٔ ۱۷۷۰ میلادی، فیزیک‌دان انگلیسی «گوین نایت» (Gowin Knight) یک آهنربای ترکیبی اختراع و آن را به صورت تجاری تولید کرد. او پودر اکسید آهن را با آب مخلوط کرد و به آن روغن بَزرَک افزود. سپس خمیر به دست آمده را قالب‌گیری کرد و آن را در کوره پخت. آن گاه محصول را مغناطیده کرد (در معرض میدان مغناطیسی قرار داد) و آهنربایی به دست آورد که برای زمان خود آهنربای قوی‌ای محسوب می‌شد. این آهنربا دقت قطب‌نماها را افزایش داد. حدود یک قرن بعد به لطف پیشرفت در صنعت فولاد آهنرباهای قوی‌تری ساخته شد. در دههٔ ۱۸۸۰، با مغناطیده کردن فولادِ آلیاژ شده با تنگستن و کروم، آهنرباهایی ساخته شد که توان آهنربایی‌شان معادل ۲٫۴ کیلوژول بر متر مکعب بود. برای مقایسه، توان آهنربایی کانی لودستون حدود ۱ کیلوژول بر متر مکعب است. به لطف تولید انبوه فولاد، قیمت آهنرباها نیز کاهش یافت و شرکت «وستینگ هاوس الکتریک» (Westing House Electric) با به‌کارگیری آهنرباها در ژنراتورهای برق، در ۱۸۸۶ نخستین نیروگاه برق تاریخ را تأسیس کرد.

اما با دانش آن زمان هنوز شناخت و تشریح دقیق سازوکار آهنربا و میدان مغناطیسی ممکن نبود. در اوائل قرن بیستم و با شناخت ساختار اتم، مشخص شد که خاصیت مغناطیسی مواد، ناشی از اسپین الکترون یا به عبارت دیگر چرخش الکترون به دور خود است که باعث ایجاد میدان مغناطیسی می‌شود. در ۱۹۰۷ فیزیک‌دان فرانسوی «پی‌یر ارنست وایس» (Pierre-Ernest Weiss) این فرضیه را ارائه کرد که مواد فرومغناطیسی از نواحی بسیار کوچکی به نام «حوزه‌های مغناطیسی» تشکیل شده‌اند که در هر حوزه میدان‌های مغناطیسی تمام الکترون‌ها هم‌جهت هستند. در حالت عادی هر حوزه جهت‌گیری خاص خود را دارد و در نتیجه برآیند کل میدان‌های حوزه‌ها در ماده صفر است. اما هنگامی که این حوزه‌ها در اثر یک میدان مغناطیسی خارجی همراستا می‌شوند، جسم نیز خاصیت مغناطیسی پیدا می‌کند. در ۱۹۳۱ وجود این حوزه‌ها از طریق آزمایش ثابت شد. 

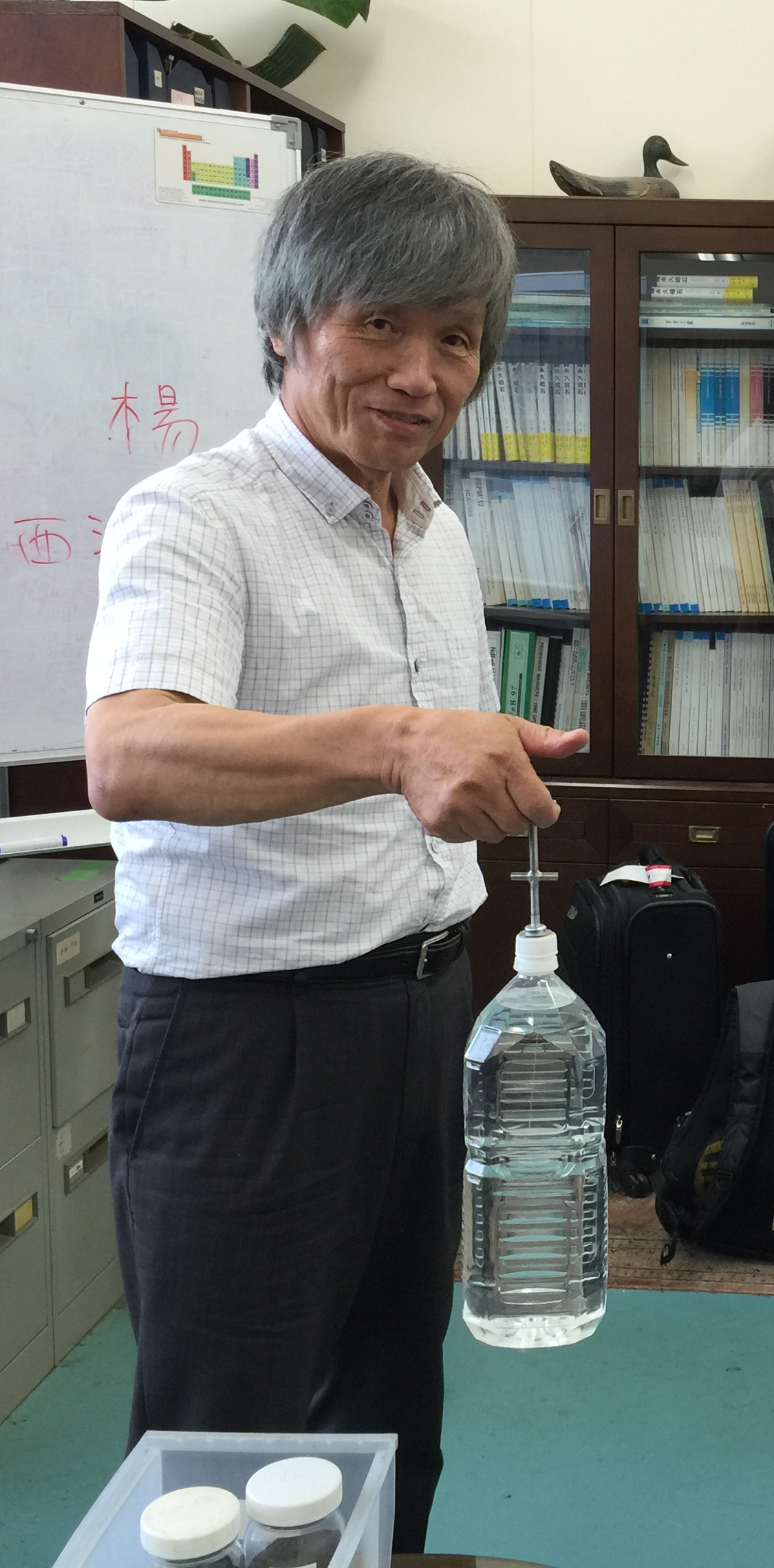
دکتر ماساتو ساگاوا با استفاده از یک آهنرباهای نئودیمیم ۱ گرمی، بطری آبی به وزن ۱۹۰۰ گرم را نگه‌داشته‌است.

به لطف پیشرفت دانش نظری مغناطیس در قرن بیستم، در زمینهٔ ساخت آهنرباها نیز پیشرفت‌های بزرگی حاصل شد. در ۱۹۱۷، فیزیک‌دان ژاپنی «کوتارو هوندا» (Kotaro Honda) و همکارانش کشف کردند که افزودن کبالت به آلیاژ تنگستن-کرومِ فولاد، توان آهنربایی را به طرز چشمگیری افزایش می‌دهد. آن‌ها توانستند آهنربایی با توان ۷٫۶ بسازند. در ۱۹۳۰ ائتلافی از چند شرکت انگلیسی شروع به تولید انبوه این آهنربا کرد.
در همین سال کشفی جدید، مسیر تحقیقات آهنرباها را تغییر داد. آلیاژی از نیکل آلومینیوم و آهن (Ni-Al-Fe) ساخته شد که توان آهنرباییش ۱۰ بود. با افزودن عنصرهایی مانند مس، کبالت، تیتانیم و نیوبیم به ترکیب Ni-Al-Fe، خانوادهٔ جدیدی از آهنرباها به وجود آمد که به آهنرباهای «آلنیکو» معروف شدند. به تدریج با تغییر در ترکیب آلیاژهای این خانواده و همچنین استفاده از فرایندهای جدید متالورژی، توان آهنربایی آلنیکوها به عدد ۱۰۳ رسید. با کشف آهنرباهای آلنیکو برای اولین بار امکان جایگزین کردن آهنرباهای الکتریکی با آهنرباهای دائمی فراهم شد. این امر منجر به ظهور نسل جدیدی از موتورها و ژنراتورهای الکتریکی شد.
در دههٔ ۱۹۵۰، «آهنرباهای فریت» یا سرامیکی توسط شرکت فیلیپس کشف و ارائه شدند. این آهنرباها سرامیک‌هایی هستند که از ترکیب اکسید آهن با فلزهای دو ظرفیتی مانند باریم، سرب یا استرانسیم ساخته می‌شوند. توان آهنربایی آن‌ها کمتر از آلنیکوها است اما قیمت تمام شدهٔ آن‌ها پایین بود و در سطحی وسیع به کار گرفته شدند.
اما پیشرفت انقلابی در این زمینه در دههٔ ۱۹۶۰ رخ داد. در این دهه خانوادهٔ دیگری از آهنرباها موسوم به «آهنرباهای خاکی کمیاب» کشف شد. همان‌طور که از نامشان پیداست این آهنرباها از ترکیبات عنصرهای خاکی کمیاب ساخته می‌شوند. آن‌ها توان بسیار بالایی دارند. نخستین آهنربای این خانواده ترکیبی از ساماریم و کبالت با فرمول SmCo5 بود که توانی برابر ۶۴ داشت. با انجام پژوهش‌های بیشتر توان آن‌ها به ۱۵۸ نیز رسید. نسل دوم این آهنرباها در قالب ترکیب Sm2Co17 تولید شدند که با استفاده از فرایندهای خاص متالورژی و نیز افزودن عنصرهایی مانند وانادیم، تانتال، زیرکونیم و نیوبیم به این ترکیب، آهنرباهایی با توان ۲۳۸ به دست آمد. در ۱۹۸۳ آهنرباهای نئودیمیم-آهن-بور کشف شدند که می‌توان آن‌ها را نسل سوم آهنرباهای عنصرهای خاکی کمیاب دانست. این خانواده به «آهنرباهای نئودیمیم» معروفند. محقق ژاپنی «ماساتو ساگاوا» (Masato Sagawa) با کشف ترکیب Nd15Fe77B8 آهنربایی با توان ۲۹۰ ساخت. با پژوهش‌های بیشتر مشخص شد که حداکثر توان آهنرباهای نئودیمیم در ترکیب Nd2Fe14B حاصل می‌شود. طبق محاسباتی که ساگاوا در ۱۹۸۵ انجام داد، حداکثر توان این ترکیب از لحاظ نظری برابر ۵۱۲ است. تا سال ۲۰۰۰ آهنرباهایی با توان ۴۷۴ نیز ساخته شد که حدود ۹۳٪ حد نظری آن بود. آهنرباهای نئودیمیم در برابر خوردگی و حرارت عملکرد ضعیفی دارند و در حال حاضر پژوهش‌هایی برای بهبود کیفیت آن‌ها در این زمینه‌ها در دست انجام است. هم‌اکنون آهنرباهایی از این خانواده با توان ۴۰۰ به صورت انبوه تولید می‌شوند.
در دههٔ ۱۹۹۰ نیز در دانشگاه دوبلین در ایرلند، آهنربای جدیدی با ترکیب ساماریم-آهن-نیتروژن (Sm-Fe-N) کشف شد. این آهنرباها مقاومت دمایی بالایی دارند و حداکثر توان آهنربایی آن‌ها به ۴۰۰ نیز می‌رسد. اما آهنرباهای نئودیمیم همچنان بالاترین توان آهنربایی را دارند.
همان‌طور که ملاحظه شد در قرن بیستم توان آهنربایی تقریباً هر دوازده سال دو برابر شده‌است. اما علیرغم اینکه فقط تعداد معدودی از ترکیبات سه‌گانه یا چهارگانه بررسی شده‌اند، از اواخر سال ۲۰۰۰ پژوهش‌ها در این زمینه دچار رکود شده و پیشرفت چشمگیری حاصل نشده‌است.

روند توسعهٔ آهنرباهای دائمی

## مبانی نظری

### تقسیم‌بندی مواد از نظر رفتار مغناطیسی

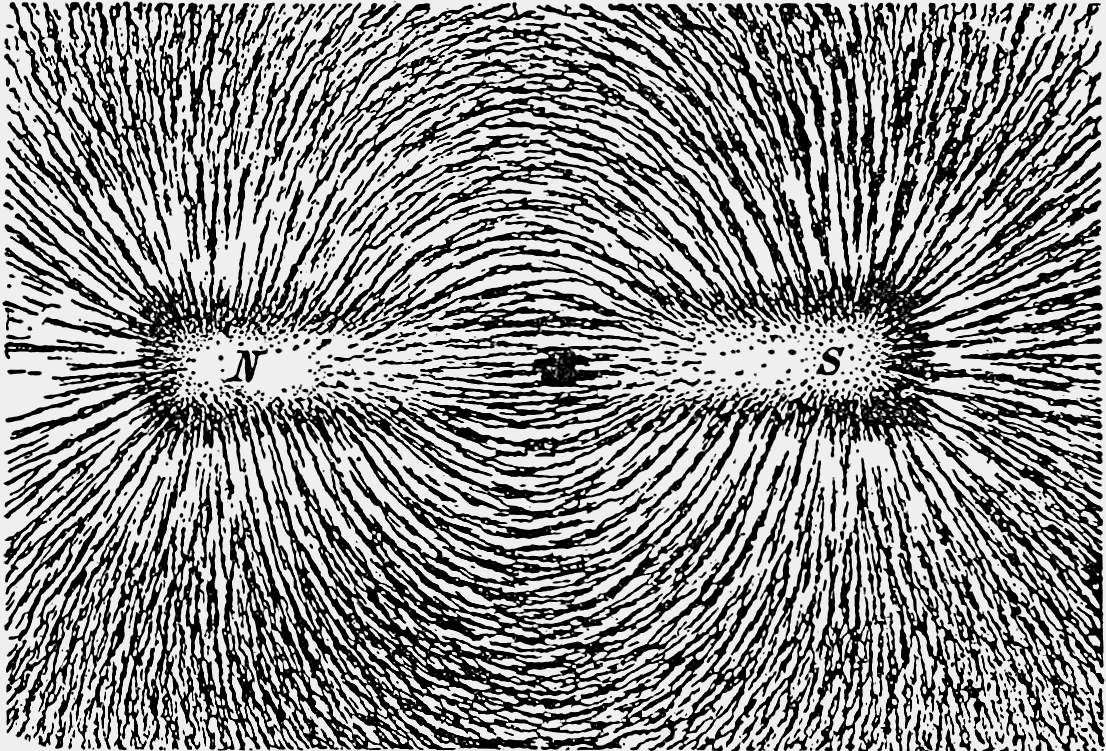
میدان مغناطیسی آهنربای میله ای که با براده آهن روی کاغذ آشکار شده‌است. یک ورق کاغذ بالای آهنربا میله ای گذاشته شده و بر روی آن براده‌های آهن پاشیده می‌شود. براده‌های سوزنی با محور طولانی خود به موازات میدان مغناطیسی تراز می‌شوند. آنها در رشته‌های طولانی جمع می‌شوند و جهت خطوط میدان مغناطیسی را در هر نقطه نشان می‌دهند.

رفتار مغناطیسی مواد را می‌توان با توجه به ساختار اتم توصیف کرد. می‌دانیم که حرکت بار الکتریکی، میدان مغناطیسی ایجاد می‌کند. الکترون کوچکترین واحد بار مغناطیسی است و حرکت آن درون اتم باعث ایجاد میدان مغناطیسی می‌شود. الکترون در اطراف هستهٔ اتم دو نوع حرکت دارد:
1. چرخش الکترون به دور خود که آن را حرکت اسپینی می‌نامند.
2. گردش الکترون به دور هسته که آن را حرکت اوربیتالی می‌نامند.

این حرکت‌ها هر دو باعث ایجاد گشتاور مغناطیسی می‌شوند. اگر گشتاور مغناطیسی تمام الکترون‌ها هم‌جهت بود، تمام مواد مغناطیسی می‌شدند؛ ولی در عمل چنین نیست. برای این امر دو دلیل وجود دارد:
1. در مورد حرکت اسپینی الکترون‌ها، طبق اصل طرد پاولی، دو الکترون با اسپین‌های مشابه نمی‌توانند در یک اوربیتال قرار بگیرند. یعنی گشتاورهای مغناطیسی دو الکترون در یک اوربیتال باید مخالف هم باشند (یکی به یک سمت و دیگری به مخالف) و به همین دلیل گشتاورهای مغناطیسی یکدیگر را خنثی می‌کنند.
2. در مورد حرکت اوربیتالی، در یک لایهٔ الکترونی که کاملاً از الکترون‌ها پُر شده، گشتاورهای مغناطیسی یکدیگر را خنثی می‌کنند. اکثر عنصرها، لایه‌های الکترونی پر شده دارند و بنابراین برآیند گشتاورهای مغناطیسی اتم‌های آن‌ها صفر است.

اما در عنصرهایی که لایه‌های الکترونی پر نیستند، مانند بعضی عنصرهای فلزهای واسطه یا سری‌های لانتانیدها و اکتینیدها، برآیند گشتاور مغناطیسی صفر نیست؛ بنابراین هر اتم این عنصرها یک گشتاور مغناطیسی دائمی ایجاد می‌کند و مانند یک دو قطبی مغناطیسی رفتار می‌کند. وقتی عنصر یا ماده مرکبی در معرض میدان مغناطیسی قرار می‌گیرد، برآیند میدان مغناطیسی نهایی وابسته به چگونگی واکنش دوقطبی‌های مغناطیسی به میدان اعمال شده دارد. بر این اساس می‌توان مواد را به شش دسته تقسیم کرد:
1. مواد دیامغناطیسی: هنگامی که این مواد در یک میدان مغناطیسی قرار می‌گیرند، الکترون‌ها به گونه‌ای جهت‌گیری می‌کنند که جهت گشتاور مغناطیسی‌شان مخالف جهت میدان خارجی می‌شود. مواد دیامغناطیسی توسط هر دو قطب آهنربا دفع می‌شوند. موادی مانند مس، نقره، طلا، سیلیسیم و آلومینا (Al2O3) جزء مواد دیامغناطیسی هستند.
2. مواد پارامغناطیسی: این ویژگی در موادی یافت می‌شود که الکترون‌های جفت نشده دارند. با اعمال یک میدان مغناطیسی خارجی به این مواد، گشتاور مغناطیسی الکترون‌های جفت نشده با میدان همسو شده و آن را تقویت می‌کنند. در نتیجه این مواد جذب میدان مغناطیسی می‌شوند. البته برای همسو کردن تمام دوقطبی‌ها به میدان‌های خیلی بزرگی نیاز است و با حذف میدان خارجی، میدان القا شده در مواد پارامغناطیس نیز از بین می‌رود. آلومینیم، تیتانیم و برخی آلیاژهای مس نمونه‌هایی از مواد پارامغناطیسی هستند.
3. مواد فرومغناطیسی: در این مواد نیز الکترون‌های جفت نشده‌ای وجود دارد که گشتاور مغناطیسی ایجاد می‌کنند. گشتاورهای مغناطیسی این مواد به‌طور خود به خود تمایل دارند با هم همسو شوند. اما این اتفاق فقط در دمای صفر مطلق رخ می‌دهد چرا که در بالاتر از این دما، جنبش ذرات ماده به دلیل افزایش دما موجب برهم خوردن آرایش مغناطیسی دوقطبی‌ها می‌شود. با قرار گفتن در یک میدان مغناطیسی خارجی، گشتاورها با میدان خارجی همسو می‌شوند و میدان را تقویت می‌کنند. پس از حذف میدان خارجی نیز گشتاورهای مغناطیسی جهت خود را حفظ کرده و ماده به آهنربای دائمی تبدیل می‌شود. تنها سه عنصر آهن، نیکل و کبالت و برخی ترکیبات آن‌ها و نیز برخی ترکیبات عنصرهای خاکی کمیاب فرومغناطیسی هستند.
4. مواد آنتی‌فرومغناطیسی: در این مواد، جهت‌گیری گشتاورهای مغناطیسی اتم‌ها یا یونهای مجاور هم به گونه‌ای است که یکدیگر را خنثی می‌کنند و مغناطش خالص ماده صفر می‌شود. هنگامی که این مواد در میدان مغناطیس قرار می‌گیرند، گشتاورهای همسو با میدان کمی تقویت می‌شوند و ماده خاصیت مغناطیسی ضعیفی از خود نشان می‌دهد. موادی مانند منگنز، کروم، و منگنز اکسید (MnO) از این دسته هستند.
5. مواد فِری‌مغناطیسی: در این مواد نیز جهت‌گیری گشتاورهای مغناطیسی اتم‌ها یا یون‌های مجاور در خلاف جهت یکدیگر است اما چون اندازهٔ آن‌ها برابر نیست، تمام گشتاورها خنثی نمی‌شوند. این گشتاورها با قرار گرفتن در یک میدان خارجی با هم همسو می‌شوند و میدان را تقویت می‌کنند. فری‌مغناطیس‌ها پس از حذف میدان خارجی نیز خاصیت مغناطیسی خود را حفظ می‌کنند و تبدیل به آهنربای دائمی می‌شوند. کانی مگنتیت (اکسید آهن Fe3O4) نمونه‌ای از این مواد است.
6. مواد اَبَرپارامغناطیسی: این‌ها مواد فرومغناطیسی یا فری‌مغناطیسی‌ای هستند که اندازهٔ دانه‌های تشکیل دهنده ذراتشان از یک حد بحرانی معین کوچکتر است. در این اندازه‌های کوچک، دوقطبی‌های مغناطیسی تحت تأثیر جنبش ذرات ناشی از انرژی گرمایی ماده قرار می‌گیرند و به‌طور تصادفی جهت خود را تغییر می‌دهند. در این حالت ماده به گونه‌ای رفتار می‌کند که به نظر می‌رسد مغناطش خالص آن صفر است. ذرات اکسید آهن (Fe3O4) در اندازهٔ ۲ تا ۳ نانومتر نمونه‌ای از یک مادهٔ ابرپارامغناطیس هستند.

با توجه به آنچه گفته شد، فقط مواد فرومغناطیسی و فری‌مغناطیسی قابلیت تبدیل شدن به آهنربای دائمی را دارند.

### حوزه‌های مغناطیسی و آهنرباهای دائمی

تصویربرداری میکروسکوپی از همسو شدن حوزه‌های مغناطیسی در فولاد آلیاژ شده با سیلیسیم تحت تأثیر میدان مغناطیسی خارجی.

جهت‌گیری کاتوره‌ای حوزه‌های مغناطیسی در ماده، باعث خنثی شدن متقابل میدان‌ها و صفر شدن مغناطش ماده می‌شود.

تغییر جهت دوقبی‌های مغناطیسی در دیوارهٔ بلوخ در بین دو حوزهٔ غیرهم‌جهت

مواد فرومغناطیسی یا فری‌مغناطیسی تا وقتی که در میدان مغناطیسی قرار نگیرند، خاصیت مغناطیسی پیدا نمی‌کنند. دلیل این امر آن است که در این مواد به‌طور خودبه‌خود نواحی بسیار کوچکی به نام «حوزه‌های مغناطیسی» (Magnetic domains) تشکیل می‌شود. حوزه‌ها نواحی‌ای در ماده هستند که در آن‌ها تمام گشتاورهای مغناطیسی هم‌جهت هستند. اما تا پیش از آن که ماده در یک میدان مغناطیسی قرار بگیرد، جهت‌گیری حوزه‌ها به صورت تصادفی است و همین باعث می‌شود که اثر یکدیگر را خنثی کنند و مغناطش خالص ماده صفر شود. این امر باعث می‌شود که انرژی مغناطیسی کل ماده به حداقل برسد. حوزه‌ها توسط ناحیه‌هایی واسطه‌ای به نام «دیواره‌های بلوخ» (Bloch Walls) از هم جدا می‌شوند. در این دیواره‌ها جهت گشتاور مغناطیسی به تدریج و به‌طور پیوسته از یک حوزه به حوزهٔ دیگر تغییر می‌کند. اندازهٔ حوزه‌ها در حدود ۰٫۰۰۵ سانتی‌متر و ضخامت دیواره‌ها در حدود ۱۰۰ نانومتر است.
با اعمال میدان مغناطیسی به ماده، حوزه‌هایی که با میدان همسو هستند به تدریج حوزه‌های همسو نشده را جذب می‌کنند و گسترش می‌یابند. برای گسترش حوزه‌ها، باید دیواره‌ها حرکت کنند که انرژی مورد نیاز آن توسط میدان مغناطیسی تأمین می‌شود. در ابتدای کار حوزه‌ها به دشواری رشد می‌کنند و برای ایجاد یک مغناطش کوچک، میدان مغناطیسی باید به مقدار نسبتاً زیادی افزایش یابد. با افزایش شدت میدان، حوزه‌هایی که جهت‌گیری موافق دارند سریع‌تر رشد می‌کنند و در نهایت حوزه‌های با جهت‌گیری نامطلوب از بین می‌روند و با میدان همسو می‌شوند. در این حالت ماده به مغناطش اشباع می‌رسد که ناشی از همسو شدن تمام حوزه‌ها با میدان مغناطیسی است و بیشترین مغناطشی است که ماده می‌تواند کسب کند. با حذف میدان مغناطیسی، مقاومت اعمال شده از سوی دیواره‌ها مانع تغییر جهت مجدد حوزه‌ها می‌شود. در نتیجه بسیاری از حوزه‌ها با میدان اصلی تقریباً هم‌جهت می‌مانند و ماده به یک آهنربای دائمی تبدیل می‌شود.

### فرمول‌بندی و واحدها
برای تعریف ریاضی میدان مغناطیسی، سیم‌پیچی به طول l و با n دور را در نظر می‌گیریم. اگر جریان الکتریکی I از این سیم‌پیچ عبور کند، میدان مغناطیسی H ایجاد می‌شود که رابطهٔ آن چنین است:
{\displaystyle H={\frac {nI}{l}}}

واحد میدان مغناطیسی در دستگاه بین‌المللی یکاها (سیستم SI) «آمپر. دور بر متر» یا {\displaystyle {\frac {A}{m}}} است. برای میدان مغناطیسی به‌طور سنتی از واحد «اورستد» (Oe) نیز استفاده می‌شود. رابطهٔ بین این دو واحد اینچنین است:
{\displaystyle Oe}{\displaystyle 4\pi \times {10}^{-3}} = {\displaystyle 1{\frac {A}{m}}}
با ایجاد یک میدان مغناطیسی، در اطراف آن خطوط شار مغناطیسی ایجاد می‌شوند. تعداد خطوط شار مغناطیسی بیانگر «چگالی شار مغناطیسی» (Magnetic Flux Density) یا «القائیدگی» (Inductance) است که با نماد B نشان داده می‌شود. واحد چگالی شار مغناطیسی در دستگاه بین‌المللی یکاها «وبر بر متر مربع» {\displaystyle {\frac {Wb}{{m}^{2}}}} است که آن را «تسلا» (T) می‌نامند. برای این کمیت به‌طور سنتی از واحد «گاوس» (G) نیز استفاده می‌شود. رابطهٔ بین این دو واحد اینچنین است:
{\displaystyle 1T={10}^{4}G}
میدان مغناطیسی و القاییدگی را می‌توان با این رابطه به هم مربوط کرد: {\displaystyle B={\mu }_{0}H}
در این رابطه {\displaystyle {\mu }_{0}} عدد ثابتی است که آن را «تراوایی مغناطیسی خلأ» (Vacuum permeability) می‌نامند. اندازه و واحد این کمیّت به واحدهای استفاده شده بستگی دارد و می‌تواند دو مقدار زیر را داشته باشد:
{\displaystyle {\mu }_{0}=4\pi \times {10}^{-7}{\frac {Wb}{A.m}}} (واحد {\displaystyle {\frac {Wb}{A.m}}} را «هانری بر متر» {\displaystyle {\frac {H}{m}}} نیز می‌نامند)
و یا
{\displaystyle {\mu }_{0}=1{\frac {G}{Oe}}}
تراوایی مغناطیسی در مواد مختلف با تراوایی مغناطیسی خلأ فرق می‌کند. این مقدار را با {\displaystyle \mu } نشان می‌دهند. چگالی شار مغناطیسی در ماده‌ای که در میدان مغناطیسی قرار گرفته با این رابطه بیان می‌شود: {\displaystyle B=\mu H}.
اگر در یک ماده {\displaystyle {\mu }_{0}}<{\displaystyle \mu } باشد، به این معنی‌ست که گشتاورهای مغناطیسی آن، میدان اعمال شده را تقویت می‌کنند. برای موادی که در آن‌ها گشتاورهای مغناطیسی مخالف میدان باشد {\displaystyle {\mu }_{0}}>{\displaystyle \mu } خواهد بود.
اثر ماده مغناطیسی را می‌توان با «ضریب تراوایی مغناطیسی نسبی» توصیف کرد: {\displaystyle {\mu }_{r}={\frac {\mu }{{\mu }_{0}}}} هرچه این کمیّت بزرگ‌تر باشد، ماده میدان مغناطیسی را بیشتر تقویت می‌کند.
به افزایش القائیدگی در اثر حضور ماده در میدان مغناطیسی، مغناطش (M) گفته می‌شود. با در نظر گرفتن اثر مغناطش، معادلهٔ القائیدگی به این صورت بازنویسی می‌شود: {\displaystyle B={\mu }_{0}(H+M)}
در مواد فرومغناطیس و فری‌مغناطیس M خیلی بزرگتر از H است و بنابراین در این رابطه معمولاً از H صرفنظر می‌شود؛ بنابراین: {\displaystyle B\cong {\mu }_{0}M}
به همین دلیل گاهی اوقات به جای عبارت «القائیدگی» از «مغناطش» استفاده می‌شود. برای ایجاد مغناطش‌های بزرگ، باید از موادی استفاده شود که تراوایی مغناطیسی بالایی داشته باشند.
کمیّت مهم دیگر برای آهنرباها «حاصلضرب انرژی» یا «توان آهنربایی» است. پس از این که ماده‌ای در میدان مغناطیسی قرار می‌گیرد و به آهنربا تبدیل می‌شود، به مغناطش باقیمانده در آن پسماند مغناطیسی گفته می‌شود. به میدان مغناطیسی لازم برای زدودن پسماند مغناطیسی آهنربا، وادارندگی مغناطیسی گفته می‌شود. این دو کمیّت به یکدیگر وابسته هستند. حاصلضرب بیشترین مقادیر این دو کمیت در یکدیگر، حاصلضرب انرژی یا توان آهنربایی {\displaystyle {(BH)}_{max}} نامیده می‌شود. واحد توان آهنربایی کیلوژول بر متر مکعب ({\displaystyle {\frac {KJ}{{m}^{3}}}}) است. به‌طور سنتی از واحد مگا گاوس اورستد (MGOe) نیز برای آن استفاده می‌شود. رابطهٔ این دو واحد چنین است: {\displaystyle MGOe}7.9577 = {\displaystyle KJ/m^{3}}1
برای بسیاری از کاربردهای آهنرباها، باید توان بلندکنندگی آن‌ها را حساب کنیم. نیروی مغناطیسی یک آهنربای دائمی از رابطهٔ {\displaystyle F={\frac {{\mu }_{0}M^{2}A}{2}}} به دست می‌آید که در آن A سطح مقطع آهنربا، M مغناطش و {\displaystyle {\mu }_{0}} تراوایی مغناطیسی خلأ است.
| کمیّت                                                        | واحد SI                                                             | واحدهای دیگر                                     | تبدیل واحد                                                                                |
| میدان مغناطیسی (H)                                          | {\displaystyle {\frac {A}{m}}}                                      | اورستد (Oe)                                      | {\displaystyle Oe}{\displaystyle 4\pi \times {10}^{-3}} = {\displaystyle 1{\frac {A}{m}}} |
| چگالی شار مغناطیسی یا القائیدگی (B)                         | {\displaystyle {\frac {Wb}{{m}^{2}}}} یا تسلا (T)                   | گاوس (G)                                         | {\displaystyle 1T={10}^{4}G}                                                              |
| تراوایی مغناطیسی خلأ ({\displaystyle {\mu }_{0}})           | {\displaystyle {\frac {Wb}{A.m}}} یا {\displaystyle {\frac {H}{m}}} | گاوس بر اورستد ({\displaystyle {\frac {G}{Oe}}}) | {\displaystyle \pi \times {10}^{-7}{\frac {Wb}{A.m}}}4 = {\displaystyle 1{\frac {G}{Oe}}} |
| حاصلضرب انرژی یا توان آهنربایی {\displaystyle {(BH)}_{max}} | {\displaystyle {\frac {KJ}{{m}^{3}}}}                               | مگا گاوس اورستد (MGOe)                           | {\displaystyle MGOe}7.9577 = {\displaystyle KJ/m^{3}}1                                    |
| ----------------------------------------------------------- | ------------------------------------------------------------------- | ------------------------------------------------ | ----------------------------------------------------------------------------------------- |

## ویژگی‌های آهنربای دائمی
آهنرباهای دائمی چند ویژگی مهم دارند که در ساخت و کاربرد آن‌ها در زمینه‌های مختلف نقشی اساسی دارند:

### پسماند
برای ساخت آهنربا، یک مادهٔ فرومغناطیسی یا فری‌مغناطیسی درون یک میدان مغناطیسی قرار می‌گیرد. با افزایش شدت میدان مذکور، حوزه‌های مغناطیسی درون ماده همسو می‌شوند تا جایی که ماده به مغناطش اشباع می‌رسد. اما در این حالت اگر میدان مغناطیسی را حذف کنیم، ماده خاصیت مغناطیسی خود را از دست نمی‌دهد. چرا که حوزه‌هایی که با میدان همسو شده‌اند به راحتی جهت خود را تغییر نمی‌دهند و به همین دلیل ماده مقداری از مغناطش اشباع را در خود نگه‌می‌دارد. به این مغناطش باقیمانده در آهنربا، «پسماند مغناطیسی» یا «پسماند» (hysteresis) گفته می‌شود. هرچه پسماند بیشتر باشد، آهنربا قوی‌تر است.

### وادارندگی
برای زدودن کامل میدان مغناطیسی یک آهنربا، باید آن را در معرض یک میدان مغناطیسی با جهت مخالف قرار داد. به اندازهٔ این میدان مغناطیسی، «وادارندگی» (coercivity) گفته می‌شود. هر چه وادارندگی بیشتر باشد، آهنربا دائمی‌تر است.
موادی که وادارندگی بالایی دارند را «مواد مغناطیسی سخت» می‌نامند که برای ساخت آهنرباهای دائمی به کار می‌روند. برای بعضی از کاربردها به موادی نیاز است که وادارندگی پائینی داشته باشند. این مواد را «مواد مغناطیسی نرم» می‌نامند که برای ساخت «آهنرباهای موقت» به کار می‌روند. در آهنرباهای موقت با حذف میدان خارجی، خاصیت مغناطیسی ماده نیز از بین می‌رود. این مواد اغلب برای تقویت چگالی شار مغناطیسی در موتورهای الکتریکی، ترانسفورماتورها، هستهٔ آهنرباهای الکتریکی و… استفاده می‌شوند. به موادی که وادارندگی‌شان مابین این دو حد باشد، «مواد مغناطیسی نیمه‌سخت» گفته می‌شود. برخی مواد مانند آهن (Fe) مگنتیت (Fe3O4) و ذرات اکسید کروم (CrO2) که برای ساخت ابزارهای ضبط مغناطیسی به کار می‌روند از این دسته هستند. وادارندگی مغناطیسی این مواد از مواد نرم بیشتر است تا بتوانند اطلاعات ذخیره شده را حفظ کنند. از سوی دیگر وادارندگی‌شان از مواد سخت کمتر است تا بتوان اطلاعات نوشته شده روی آن‌ها را پاک کرد.

### توان آهنربایی یا حاصلضرب انرژی
دو کمیّت پسماند و وادارندگی به هم وابسته هستند. به حاصلضرب بیشترین مقادیر این دو کمیّت در یکدیگر، «توان آهنربایی» یا «حاصلضرب انرژی» {\displaystyle {(BH)}_{max}} گفته می‌شود. واحد این کمیّت کیلوژول بر متر مکعب است و معیاری برای حجم مورد نیاز یک آهنربا برای تولید شار مغناطیسی مورد نظر است. همچنین می‌توان آن را به عنوان انرژی مورد نیاز برای مغناطیس‌زدایی یک آهنربا نیز تعریف کرد. آهنرباهای دائمی قوی که آهنرباهای سخت نیز نامیده می‌شوند، باید بالاترین حاصلضرب انرژی را داشته باشند. این رکورد هم‌اکنون متعلق به آهنرباهای نئودیمیم است.

### دمای کوری
«دمای کوری» (Curie point) حداکثر دمایی است که در آن آهنربا می‌تواند خاصیت مغناطیسی خود را حفظ کند. خاصیت مغناطیسی آهنربا به دما وابسته است. با افزایش دمای آهنربا، جنبش حوزه‌های مغناطیسی در آن بیشتر می‌شود. با رسیدن دمای آهنربا به دمای کوری، جنبش ذرات ماده جهت‌گیری حوزه‌های مغناطیسی را برهم می‌زند و خاصیت مغناطیسی ماده از بین می‌رود. دمای کوری مواد مختلف متفاوت است و می‌توان آن را با افزودن عنصرهای آلیاژی تغییر داد. این کمیت به افتخار فیزیک‌دان فرانسوی پی‌یر کوری چنین نامیده شده‌است.

### ناهمسانگردی
به وابستگی رفتار مغناطیسی ماده به ساختار آن، «ناهمسانگردی» (Anisotropy) گفته می‌شود. ناهمسانگردی خود انواع مختلف دارد. به وابستگی رفتار مغناطیسی ماده به جهت‌گیری ساختار بلوری آن، «ناهمسانگردی مغناطیسی بلوری» (Magnetocrystalline Anisotropy) گفته می‌شود. به عنوان مثال وقتی که یک قطعه آهن را درون یک میدان مغناطیسی قرار می‌دهیم، رابطهٔ مغناطیسی شدن آهن نسبت به میدان اعمال شده، بستگی دارد به جهت میدان مغناطیسی اعمال شده نسبت به جهت‌گیری ساختار بلوری آهن. برای بعضی مواد جهتی وجود دارد که در آن آسان‌تر مغناطیسی می‌شوند. یعنی به‌ازای میدان مغناطیسی کمتری به مغناطش اشباع خود می‌رسند. بر همین اساس برای مواد مختلف، جهت‌های «آسان» یا «سخت» مغناطیسی شدن وجود دارد.
ناهمسانگردی ممکن است به شکل ذرات ماده نیز بستگی داشته باشد که در این حالت به آن «ناهمسانگردی شکلی» (Shape Anisotropy) گفته می‌شود. مثلاً برای ساخت ابزارهای ضبط مغناطیسی، از ذره‌های سوزنی‌شکل CrO2 استفاده می‌شود چرا که این ذراتِ کشیده، وادارندگی مغناطیسی بیشتری دارند.

## حلقهٔ پسماند

حلقهٔ پسماند

همان‌طور که گفته شد برای ساختن یک آهنربای دائمی باید نمونهٔ مورد نظر را در معرض یک میدان مغناطیسی قرار داد. اگر طی این فرایند، مقدار القائیدگی یا مغناطش (B) را به ازای مقادیر مختلف میدان مغناطیسی اعمال شده (H) اندازه‌گیری و نمودار آن را رسم کنیم، شکلی حاصل می‌شود که به آن «حلقهٔ پسماند» (Hysteresis Loop) گفته می‌شود. با کمک حلقهٔ پسماند می‌توان ویژگی‌های مغناطیسی جسمی که به آهنربا تبدیل می‌شود را بررسی کرد.
همان‌طور که در شکل دیده می‌شود، وقتی جسم برای اولین بار در معرض میدان مغناطیسی قرار می‌گیرد، مسیر ۱→۰ را طی می‌کند تا به حداکثر مغناطش ممکن یا «مغناطش اشباع» (Bs) برسد. اما پس از این مرحله، اگر میدان مغناطیسی را به تدریج کم و نهایتاً حذف کنیم، مغناطش جسم مجدداً به صفر برنمی‌گردد. بلکه مسیر متفاوت ۲→۱ را می‌پیماید. ملاحظه می‌شود که با صفر شدن میدان، مغناطشی معادل Br در جسم باقی می‌ماند که به آن «پسماند» آهنربا گفته می‌شود. برای زدودن مغناطش باقیمانده در جسم، باید میدانی مغناطیسی در جهت مخالف به آن اعمال کرد. با افزایش این میدان تا Hc، (مسیر ۳→۲) مغناطش ماده زدوده می‌شود. اندازهٔ Hc را «وادارندگی» آهنربا می‌نامند. با در نظر گرفتن این که علامت منفی به معنی جهت مخالف میدان مغناطیسی است، می‌توان این نمودار را در هر چها ربع محور مختصات رسم کرد و شکل کامل حلقه را به دست آورد.
توان آهنربایی نیز به اندازهٔ حلقهٔ پسماند بستگی دارد. چرا که این کمیّت حاصلضرب بیشترین مقادیر پسماند و وادارندگی در یکدیگر است و به عبارت دیگر برابر مساحت بزرگترین مستطیلی است که می‌توان در ربع دوم یا چهارم حلقهٔ پسماند رسم کرد.
وادارندگی آهنربا معیاری از میزان دائمی بودن آن است. مواد مغناطیسی سخت (آهنرباهای دائمی) وادارندگی بیشتری نسبت به مواد مغناطیسی نرم (آهنرباهای موقت) دارند و حلقهٔ پسماند آن‌ها پهن‌تر از مواد مغناطیسی نرم است.

الف: حلقهٔ پسماند مواد مغناطیسی سخت ب: حلقهٔ پسماند مواد مغناطیسی نرم
حداکثر توان آهنربایی برابر مساحت بزرگترین مستطیلی است که در ربع‌های دوم یا چهارم نمودار حلقهٔ پسماند می‌توان رسم کرد

## انوع آهنرباهای دائمی

### آهنرباهای فریت

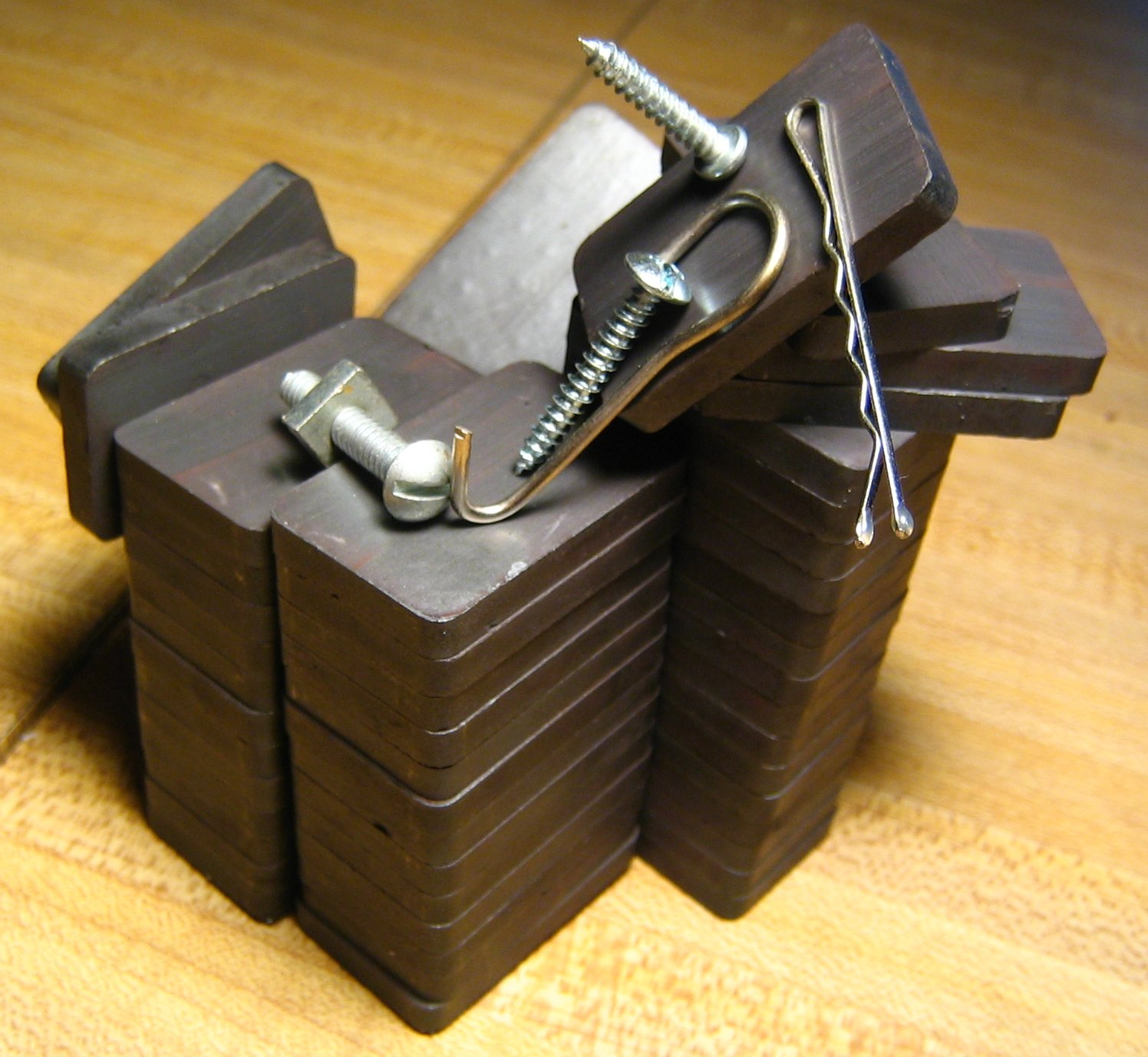
آهنرباهای فریت

آهنرباهای فریت یا آهنرباهای سرامیکی، از ترکیب اکسید آهن و فلزهای دو ظرفیتی مانند نیکل، منگنز، باریم، سرب ایتریم و… ساخته می‌شوند. آن‌ها مانند بقیهٔ سرامیک‌ها سخت و شکننده هستند و رنگشان سیاه یا خاکستری است. فریت‌ها جز مواد فری‌مغناطیسی هستند و قدرت آهنربایی‌شان از از مواد فرومغناطیسی کمتر است. فریت‌ها در مجموع آهنرباهای قوی‌ای محسوب نمی‌شوند و توان آهنربایی‌شان از ۳۰ کیلوژول بر متر مکعب فراتر نمی‌رود. اما برخی ویژگی‌های خاص آن‌ها از جمله ارزان بودن، فراوان بودن مواد اولیه، سادگی روش تولید، مقاومت شیمیایی بالا، دمای کوری بالا و عایق یا رسانای بسیار ضعیف الکتریسیته بودن، باعث شده که کاربردهای وسیعی در صنایع مختلف داشته باشند. آهنربای طبیعی یا همان سنگ لودستون ({\displaystyle {Fe}_{3}O_{4}})، نمونه‌ای از یک آهنربای فریت است.

### آهنرباهای آلنیکو

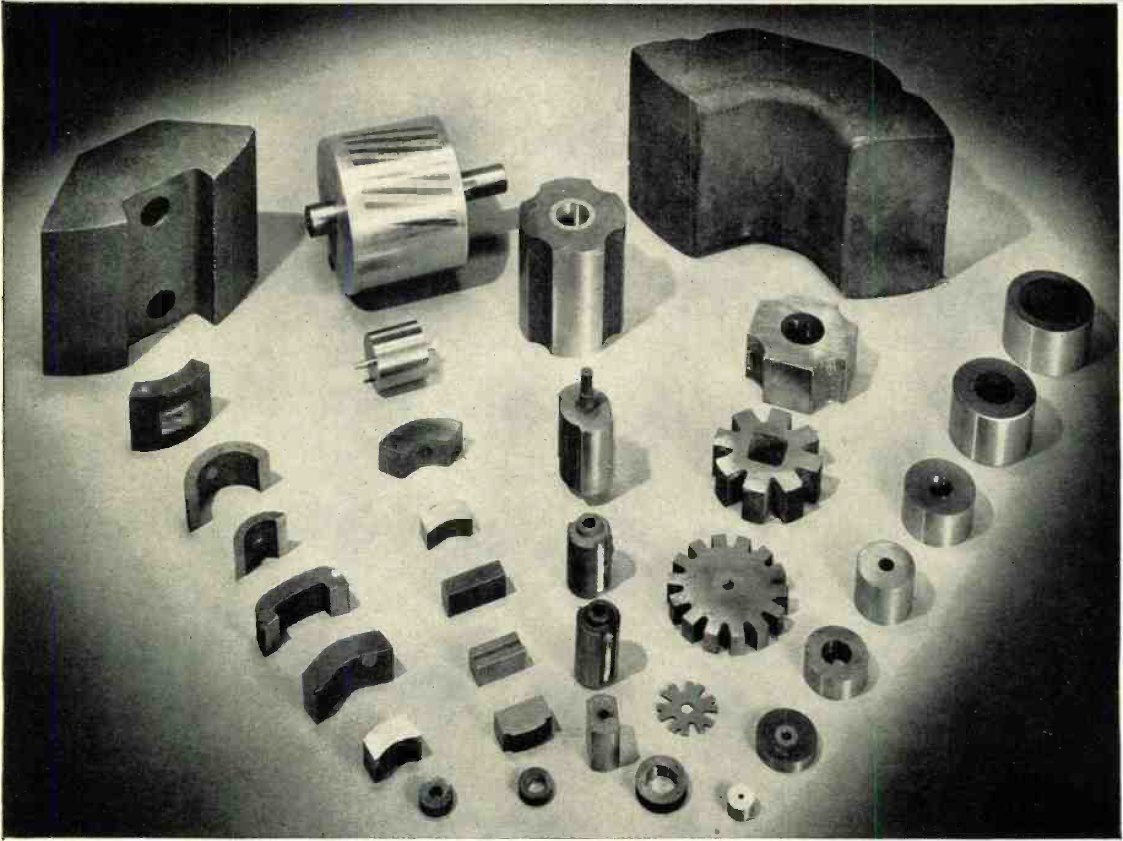
مجموعه‌ای از آهنرباهای آلنیکو در ۱۹۵۶. آهنربای «آلنیکو ۵» که در دوران جنگ جهانی دوم ساخته شد، منجر به تولید نسل جدید موتورهای الکتریکی و بلندگوها شد.

آهنرباهای آلنیکو آلیاژ آهن با سه عنصر آلومینیم، نیکل و کبالت هستند و واژهٔ «آلنیکو» از همین سه عنصر (Al-Ni-Co) گرفته شده. البته در ترکیب آن‌ها گاهی عنصرهای دیگری مانند مس یا تیتانیم نیز به کار می‌رود. برای اشاره به آلیاژهای مختلف آلنیکو از شماره‌گذاری استفاده می‌شود. مثلاً «آلنیکو ۵» شامل ۶۱٪ آهن، ۸٪ آلومینیم، ۱۴٪ نیکل، ۲۴٪ کبالت و ۳٪ مس است. یکی از مزایای مهم این آهنرباها دمای کوری بالای آن‌ها (۸۵۰–۷۰۰ درجهٔ سلسیوس) است. آن‌ها از نظر شیمیایی و فیزیکی بسیار مقاوم هستند به طوری که «آلنیکو ۵» عملاً تنها آهنربایی است که می‌تواند به مدت طولانی در دماهایی تا ۵۰۰ درجهٔ سانتی گراد کار کند. نقطه ضعف آلنیکوها این است که وادارندگی آن‌ها به ویژه در مقایسه با آهنرباهای خاکی کمیاب پایین است و همین باعث کمتر بودن توان آهنربایی آن‌ها نیز می‌شود. توان آهنربایی آلنیکوها حداکثر ۸۰ کیلوژول بر متر مکعب است که از فریت‌ها بیشتر و از آهنرباهای خاکی کمیاب کمتر است. با این حال قیمت آن‌ها نسبتاً ارزان است و در ساخت حسگرهای مختلف و موتورها و ژنراتورهایی که در دماهای بالا کار می‌کنند، از آن‌ها استفاده می‌شود.

### آهنرباهای عناصر خاکی کمیاب
آهنرباهای دائمی قوی هستند که از آلیاژهای عناصر خاکی کمیاب ساخته می‌شوند. آنها که در دهه‌های ۱۹۷۰ و ۱۹۸۰ ساخته شدند، قوی‌ترین نوع آهنرباهای دائمی هستند و میدان مغناطیسی آنها به‌طور قابل توجهی قویتر از انواع دیگر آهنربا مانند  فریتها یا آلنیکوها است. میدان مغناطیسی که به‌طور معمول توسط آهنرباهای خاکی کمیاب تولید می‌شود، می‌تواند بیش از ۱٫۴ تسلا باشد، در حالی که آهنرباهای فریتی یا سرامیکی به‌طور معمول دارای میدان‌های ۰٫۵ تا ۱ تسلا هستند.
عناصر خاکی کمیاب (لانتانیدها) دارای پوسته الکترونی f (که می‌تواند تا ۱۴ الکترون را در خود جای دهد) هستند که تا حدی اشغال شده‌است. چرخش این الکترون‌ها می‌تواند تراز شود، در نتیجه میدان‌های مغناطیسی بسیار قوی ایجاد می‌شود، و بنابراین، این عناصر در آهنرباهای قدرتمند جمع و جور استفاده می‌شود که قیمت بالاتر آنها نگران کننده نیست. متداول‌ترین نوع آهنرباهای خاکی کمیاب آهنرباهای ساماریوم-کبالت و نئودیمیم-آهن-بور (NIB) هستند.
1. آهنرباهای ساماریم-کبالت این مواد جزء آلیاژهایی هستند که از ترکیب آهن یا کبالت و یک فلز خاکی کمیاب  مانند ساماریم تشکیل می‌شوند. در این میان دو ترکیب SmCo5 و Sm2Co17 به صورت تجاری تولید می‌شوند که با توجه به ترکیب درصدشان اولی را «سری ۱:۵» و دومی را «سری ۲:۱۷» می‌نامند. توان آهنربایی آن‌ها نسبت به آهنرباهای معمولی به طرز چشمگیری بالاتر است و علاوه بر آن وادارندگی بیشتری نیز دارند. این آهنرباها دمای کوری بالایی دارند و «سری ۲:۱۷» می‌تواند در دماهای بالا تا حداکثر ۳۵۰ درجهٔ سانتی‌گراد کارکند. مقاومت آن‌ها به خوردگی بسیار بالاست و نیازی به روکش یا آبکاری ندارند. از آهنرباهای ساماریم-کبالت در جاهایی استفاده می‌شود که نیاز به پایداری مغناطیسی با تغییر دما وجود دارد مانند موتورهای با کارایی بالا، یاتاقان‌های مغناطیسی، جداکننده‌های مغناطیسی و …. مشکل آن‌ها این است که ترد و شکننده هستند و در صورت ضربه خوردن یا افتادن می‌شکنند. همچنین ساماریم عنصری کمیاب و نسبتاً گران است و قیمت و منابع تولید کبالت نیز ثبات کافی ندارند. از این رو تهیهٔ این آهنرباها گران و مشکل است.[۱۴][۲۱]

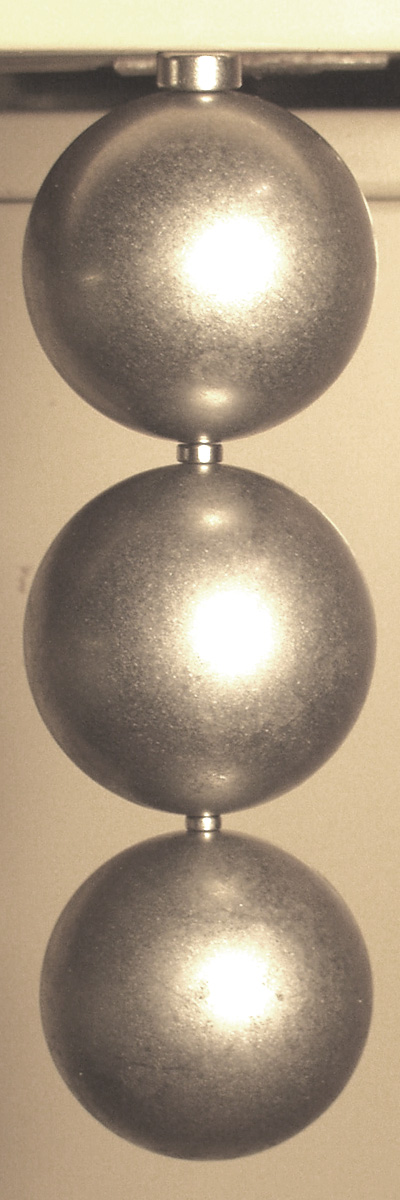
چند آهنربای دیسکی نئودیمیم که کره‌های فولادی بسیار سنگین‌تر از خود را نگه‌داشته‌اند

2. آهنرباهای نئودیمیمچند آهنربای دیسکی نئودیمیم که کره‌های فولادی بسیار سنگین‌تر از خود را نگه‌داشته‌انداین آهنرباها از آلیاژ سه عنصر نئودیمیم، آهن و بور ساخته می‌شوند و توان آهنربایی و وادارندگی‌شان از آهنرباهای ساماریم کبالت بالاتر است و در واقع قوی‌ترین آهنرباهای موجود در بازار هستند. در این دسته آلیاژها ترکیب Nd2Fe14B به صورت تجاری تولید می‌شود. با وجود قدرت بالا، مقاومتشان در برابر حرارت و خوردگی کمتر از آهنرباهای ساماریم-کبالت است. در موارد ضروری برای محافظت از این آهنرباها، آن‌ها را با موادی مانند طلا، نیکل، روی یا قلع آبکاری می‌کنند یا سطح‌شان را با رزین‌های اپوکسی می‌پوشانند. هر چند بهای آهنرباهای نئودیمیم نسبت به ساماریم-کبالت‌ها معقول‌تر است، اما در مجموع گرانقیمت محسوب می‌شوند. به همین دلیل فقط در مواردی از آن‌ها استفاده می‌شود که ایجاد میدان مغناطیسی قوی توسط آهنربای کم حجم ضروری است؛ مانند الکتروموتورهای دی سی وموتور خودروهای هیبریدی و انواع موتورهای کارسازی شده در ربات های جدی خطوط تولید.[۲۲]

| آهنربا             | ترکیب (wt٪)                           | پسماند Br (T) | وادارندگی Hc ({\displaystyle {\frac {A}{m}}}) | توان آهنربایی {\displaystyle {(BH)}_{max}} ({\displaystyle {\frac {KJ}{{m}^{3}}}}) | دمای کوری Tc (°C) | مقاومت الکتریکی ρ (Ω⋅m)             |
| آلیاژ فولاد-تنگستن | 92.8 Fe, 6 w, 0.5 Cr, 0.7 C           | 0.95          | 5900                                          | 2.6                                                                                | 760               | {\displaystyle 3.0\times {10}^{-7}} |
| کونایف (Cunife)    | 20 Fe, 20 Ni, 60 Cu                   | 0.54          | 44000                                         | 12                                                                                 | 410               | {\displaystyle 1.8\times {10}^{-7}} |
| آلنیکو ۸           | 34 Fe, 7 AL, 15 Ni, 35 Co, 4 Cu, 5 Ti | ۰٫۷۶          | ۱۲۵۰۰۰                                        | ۳۶                                                                                 | ۸۶۰               | -                                   |
| باریم هگزافریت     | BaFe12O19                             | 0.32          | 240000                                        | 20                                                                                 | 450               | {\displaystyle \cong {10}^{4}}      |
| ساماریم-کبالت      | SmCo5                                 | 0.92          | 720000                                        | 170                                                                                | 725               | {\displaystyle 5\times {10}^{-7}}   |
| نئودیمیم           | Nd2Fe14B                              | 1.16          | 848000                                        | 255                                                                                | 310               | {\displaystyle 1.6\times {10}^{-7}} |
| ------------------ | ------------------------------------- | ------------- | --------------------------------------------- | ---------------------------------------------------------------------------------- | ----------------- | ----------------------------------- |